# Rosa Sala Rose
Rosa Sala Rose, ensayista, traductora literaria y emprendedora nacida en Barcelona, España, en 1969.

## Biografía
Hija de padre español y madre alemana. Licenciada en filología alemana por la Universidad de Barcelona y doctora en Filología Románica por la misma universidad con una tesis titulada "Civilización y barbarie en la tradición del mito de Medea", dirigida por Rafael Argullol. 
En 1999 inicia su actividad como traductora literaria con su versión comentada de la autobiografía de Goethe Poesía y verdad, seguida de numerosas ediciones de clásicos alemanes, especialmente de Goethe y Thomas Mann. En 2003 publica su primer libro, el Diccionario crítico de mitos y símbolos del nazismo, muy elogiado por la crítica y traducido a varios idiomas. En el 2006 vio la luz su edición castellana de las extensas Conversaciones con Goethe de Johann Peter Eckermann. 
En abril de 2007 publica un ensayo sobre las peculiaridades de la cultura alemana moderna titulado El misterioso caso alemán. Un intento de comprender Alemania a través de sus letras, por el que ha obtenido el I Premio Qwerty al mejor libro de no-ficción y la mención especial de ensayo del Premi Ciutat de Barcelona. En su ensayo Lili Marleen. Canción de amor y muerte 2008 analiza los orígenes de la famosa canción alemana, un auténtico fenómeno sociológico de la Segunda Guerra Mundial que fascinó tanto a nazis como a Aliados. Su siguiente libro, La penúltima frontera. Fugitivos del nazismo en España 2011, parte de material inédito de archivos para reconstruir la historia de veintitrés desconocidos que al tratar de huir del nazismo por los Pirineos quedaron atrapados en cárceles y campos de concentración españoles.
Su última publicación es El marqués y la esvástica. César González-Ruano y los judíos en el París ocupado, escrito en coautoría con Plàcid García-Planas Marcet. En este libro situado a medio camino entre el ensayo y la crónica periodística, se analiza sobre la base de material de archivo el turbio papel del periodista español César González-Ruano durante la Ocupación, además de explorar la llamada leyenda negra andorrana.  
En 2013 cofundó la empresa Digital Tangible SL
, dedicada entre otros a un sistema de audioguías para museos en forma de tarjeta física bajo la marca Nubart.

## Obras
Ensayo
- Diccionario crítico de mitos y símbolos del nazismo (Barcelona, El Acantilado, 2003). 509 páginas, ISBN 978-84-96136-31-0.
- El misterioso caso alemán. Un intento de comprender Alemania a través de sus letras (Barcelona, Editorial Alba, 2007). 398 páginas, ISBN 978-84-8428-340-9
- Lili Marleen. Canción de amor y muerte (Barcelona, Editorial GlobalRhythm, 2008). Libro + CD. 219 páginas, ISBN 978-84-96879-28-7
- La penúltima frontera. Fugitivos del nazismo en España (Barcelona, Papel de Liar / Ediciones Península, 2011). 266 páginas, ISBN 978-84-9942-082-0
- El marqués y la esvástica. César González-Ruano y los judíos en el París ocupado (Barcelona), escrito en coautoría con Plàcid García-Planas Marcet. Anagrama, 2014. 266 páginas, ISBN 978-84-339-2602-9

Ediciones críticas
- Poesía y verdad, de Goethe (Barcelona, Editorial Alba, 1999). 898 páginas, ISBN 978-84-89846-54-8. Del alemán.
- Conversaciones con Goethe, de Johann Peter Eckermann (Barcelona, El Acantilado, 2005). 1005 páginas, ISBN 978-84-96489-29-5. Del alemán.
- El hombre de cincuenta años y la Elegía de Marienbad. Crónica de un amor de senectud, de Goethe (Barcelona, Editorial Alba, 1984). 221 páginas, ISBN 978-84-8428-127-6. Del alemán.
- Los panfletos de La Rosa Blanca, de Inge Scholl (ed.) (Barcelona, Galaxia Gutenberg, 2006). 54 páginas, ISBN 978-84-8109-581-4. Del alemán.
- Mozart de camino a Praga, de Eduard Mörike (Barcelona, Galaxia Gutenberg, 2006). 139 páginas, ISBN 978-84-8109-618-7. Del alemán.

Traducciones no comentadas
- La voluntad de ser feliz y otros relatos, de Thomas Mann (Barcelona, Editorial Alba, 2000). 399 páginas, ISBN 978-84-8428-049-1. Del alemán.
- Thomas Mann. La vida como obra de arte. Una biografía, de Hermann Kurzke (Barcelona, Galaxia Gutenberg, 2003). 763 páginas, ISBN 978-84-672-1079-8. Del alemán.
- Hermano Hitler y otros escritos sobre la cuestión judía, de Thomas Mann (Barcelona, Editorial Global Rhythm, 2006). 164 páginas, ISBN 978-84-935412-7-9. Del alemán.